# Ferdinand Franz von Landsberg zu Erwitte
Ferdinand Franz Adolf Freiherr von Landsberg zu Erwitte (* 13. Januar 1643 in Erwitte; † 29. August 1682 in Hildesheim) war Domherr in Münster, Hildesheim und Osnabrück.

## Leben

### Herkunft und Familie
Ferdinand Franz Adolf von Landsberg zu Erwitte war Sohn des Daniel Dietrich von Landsberg zu Erwitte (1615–1683, Offizier und Landdrost) und seiner Gemahlin Anna Margarethe Reichsfreiin Raitz von Frentz zu Frentz und Kendenich († 1643) und entstammte der Adelsfamilie von Landsberg. Seine Mutter verstarb nach seiner Geburt im Wochenbett. Die zweite Ehe seines Vaters mit Anna Katharina von Plettenberg währte nur kurz, denn Anna verstarb einen Monat nach der Hochzeit. Aus der dritten Ehe mit Jutta Antonette von und zu Leyen und Bongard (1633–1704) stammen die Söhne Franz Anton (1656–1727, Erbdroste), Franz Dietrich (1659–1727, Domherr und Politiker), Franz Johann (1660–1726, Domherr) und Franz Ludolf (1668–1732, Domherr).

### Wirken
Nach dem Besuch des Jesuitengymnasiums in Münster schloss sich im Jahre 1659 ein Jurastudium an der Universität Pont-à-Mousson in Lothringen an. Im Juli des Jahres wurde er mit päpstlichem Zuspruch in Münster präbendiert. Ebenso erhielt er eine Präbende in Hildesheim.
Am 9. April 1682 verzichtete er zugunsten seines Bruders Franz Johann auf diese Pfründe. In den Jahren 1659 bis 1661 studierte Ferdinand Franz in Ingolstadt, wo er einen akademischen Grad erlangte. In Orléans studierte er von 1664 bis 1666. Der Osnabrücker Bischof verlieh ihm am 9. September 1666 eine Präbende in Osnabrück. Landsberg wurde im Dom zu Hildesheim begraben.

### Sonstiges
Im Jahre 1681 errichtete die Familie Landsberg ein Fideikommiss, das Ferdinand Franz vom Vermögen ausschloss, weil er in der Verwandtschaft als verschwenderisch galt.